# Damen (métro de Chicago)
Pour les articles homonymes, voir Damen.
Ne doit pas être confondu avec Damen (ligne rose du métro de Chicago), Damen (ligne verte du métro de Chicago) ou Damen (ligne brune du métro de Chicago).
Damen (anciennement Robey Street) est une station aérienne de la ligne bleue du métro de Chicago. Elle est située dans le quartier de West Town.

## Description
Damen a été construite en 1895 par la Metropolitan West Side Elevated pour laquelle elle occupait un rôle important car elle permettait le transfert de passagers les lignes vers Logan Square et vers Humboldt Park. 
En 1950, la Chicago Transit Authority décida de supprimer la desserte vers Humboldt Park vers le Loop (les voies furent même complètement abandonnées le 4 mai 1952) en déviant les rames en provenance de Logan Square par le nouveau Milwaukee-Dearborn Subway jusque LaSalle à partir de 1951.
Pour son centenaire, la station Damen, protégée au registre national des lieux historiques, a été rénovée par la Chicago Transit Authority et elle fut ré-inaugurée le 20 août 1995.  
1.564.249 passagers l’ont utilisée en 2008.
Le 22 décembre 2014, Damen a rouvert ses portes après une fermeture depuis le 20 octobre pour rénovation dans le cadre du projet « Your New Blue » de la Chicago Transit Authority pour un montant de 492 millions de dollars. À elle seule, la station Damen coûta 13,6 millions de dollars pour sa rénovation, ce qui, combiné aux travaux de rénovation des stations California et Western, représenta un total de 25,6 millions de dollars.
La rénovation consista à agrandir l'espace intérieur de la station et à la rénover, à améliorer les aménagements cyclables et à remplacer la toiture. La signalisation a également été modernisée, un tourniquet plus large a été installé pour les poussettes et les bagages, les quais et les escaliers ont été remplacés, et des luminaires modernes en col de cygne ont été installés pour reproduire les originaux.

## Dessertes
| Nord/Ouest            |  |             |  | Sud/Est                   |
| --------------------- |  | ----------- |  | ------------------------- |
| Western vers O'Hare   |  | ligne bleue |  | Division vers Forest Park |
| modifier sur Wikidata |  |             |  |                           |

## Les correspondances avec le bus
- #9 Ashland (Owl Service - Service de nuit)
- #X9 Ashland Express
- #56 Milwaukee
- #70 Division